# Gerard de Vries
Pour les articles homonymes, voir de Vries.
Gerard de Vries (1648-1705) fut un philosophe et théologien néerlandais du XVIIe siècle.
Élève de Voetius, il donnait des cours privés de philosophie à Utrecht quand le siège de la ville par les Français en 1672 le contraignit à se réfugier à Leyde. Il y fut nommé proviseur (subregens) du Collège des États (Statencollege), collège fondé par les États de Hollande où les boursiers du gouvernement recevaient un enseignement supplémentaire. Le rôle du subregens était d'enseigner la philosophie, mais ses cours furent particulièrement chahutés car il y combattait le cartésianisme qui était populaire parmi les étudiants, si bien que les autorités durent publier un décret pour interdire de perturber ses disputations. Tous ces troubles le poussèrent à accepter la chaire de philosophie qui lui fut proposée par l'université d'Utrecht.
Il publia : 
- De Deo divinisque perfectionibus, Utrecht, 1685 ;
- De R. Cartesii meditationibus a Gassendo impugnatis, 1691, dans lequel il présente une paraphrase des objections de Gassendi à la métaphysique de Descartes ;
- De ideis rerum innatis, 1695.

On lui doit aussi une Logique, et une dissertation De homoeomeria Anaxagorae, 1692.